# 田中俊郎
田中 俊郎（たなか としろう、1946年 -2025年6月2日 ）は、日本の政治学者。専門は、国際政治論、ヨーロッパ連合（EU）の政治。慶應義塾大学名誉教授。日本国際フォーラム政策委員。

## 略歴
東京都立新宿高等学校を経て、1969年3月慶應義塾大学法学部卒業。1971年3月、同大学院法学研究科修士課程修了。1975年3月、同大学院法学研究科博士課程単位取得退学。
1975年4月、慶応義塾大学法学部専任講師に就任。1979年4月同助教授、1985年4月同教授となり定年まで勤務。その間、国際センター所長、日本語・日本文化教育センター所長、慶應ジャン・モネＥＵ研究センター長（2007年-2008年）、法学研究所所長などを歴任。また一橋大学、津田塾大学と協働の「EU スタディーズ・インスティテュート」所長を2008年から務めた。

## 著書

### 単著
- 『EUの政治』（岩波書店, 1998年）ISBN　978-4-00-026012-1

### 共著
- （藤原豊司）『EC統合・欧州連合入門』（東洋経済新報社, 1992年）ISBN　978-4-492-08453-3
- （藤原豊司）『欧州連合 5億人の巨大市場：EUは北へ東へ南へ拡大する』（東洋経済新報社, 1995年）ISBN　978-4-492-44182-4
- （中西輝政・中井康朗・金子讓）『なぜヨーロッパと手を結ぶのか：「日・欧」新時代の選択』（三田出版会, 1996年）ISBN　978-4-89583-161-1[注釈 1][6]
- （薬師寺泰蔵・添谷芳秀・吉野直行・田村次朗）『成熟時代の日米論争』（慶應義塾大学出版会, 1996年）ISBN 978-4-7664-0646-7

### 編著
- 『EC統合と日本：ポスト1992年に向けて』（日本貿易振興会, 1991年）ISBN　978-4-8224-0553-3

### 共編著
- （島野卓爾・岡村堯）『EU入門：誕生から、政治・法律・経済まで』（有斐閣, 2000年）ISBN　978-4-641-04975-8
- （庄司克宏）『EUと市民』（慶應義塾大学出版会, 2005年）ISBN　978-4-7664-1147-8
- （庄司克宏）『EU統合の軌跡とベクトル：トランスナショナルな政治社会秩序形成への模索』（慶應義塾大学出版会, 2006年）ISBN　978-4-7664-1327-4
- （小久保康之・鶴岡路人）『EUの国際政治：域内政治秩序と対外関係の動態』（慶應義塾大学出版会, 2007年）ISBN　978-4-7664-1448-6
- （浅見政江・庄司克宏）『EUのガヴァナンスと政策形成』（慶應義塾大学出版会, 2009年）ISBN　978-4-7664-1559-9

### 訳書
- J・M・ミッチェル『文化の国際関係』（三嶺書房, 1990年） ISBN　978-4-88294-011-1
- デレック・ヒーター『統一ヨーロッパへの道――シャルルマーニュからEC統合へ』監訳（岩波書店, 1994年）ISBN　978-4-00-001515-8
- デレック・ヒーター『市民権とは何か』関根政美と共訳（岩波書店, 2002年）ISBN　978-4-00-023373-6
  - 同書、「岩波人文書セレクション」版（岩波書店、2012年）ISBN　978-4-00-028560-5